# Malacological Society of Australasia
Malacological Society of Australasia (MSA) – międzynarodowe stowarzyszenie malakologiczne.
MSA zrzesza amatorów, studentów i naukowców zainteresowanych malakologią i ochroną mięczaków. MSA we współpracy z wydawnictwem Taylor & Francis wydaje czasopismo naukowe Molluscan Research (w latach 1957-1993 jako Journal of the Malacological Society of Australia). Od 1953 wydawany jest również newsletter. Organizacja współpracuje z American Malacological Society i Unitas Malacologica.